# Campionati europei di atletica leggera 2010 - 5000 metri piani maschili
La competizione si è svolta tra il 29 ed il 31 luglio 2010.

## Podio
| #       | Atleta          | Nazionalità | Tempo    | Note |
| ------- | --------------- | ----------- | -------- | ---- |
| Oro     | Mo Farah        | Regno Unito | 13'31"18 |      |
| Argento | Jesús España    | Spagna      | 13'33"12 |      |
| Bronzo  | Hayle İbrahimov | Azerbaigian | 13'34"15 |      |

## Record
Prima di questa competizione, il record del mondo (RM), il record europeo (EU) ed il record dei campionati (RC) sono i seguenti:
| Record                | Prestazione | Atleta                   | Data                                     | Competizione            |
| --------------------- | ----------- | ------------------------ | ---------------------------------------- | ----------------------- |
| Record mondiale       | 12'37"35    | Kenenisa Bekele Etiopia  | 31 maggio 2004 Hengelo, Paesi Bassi      |                         |
| Record europeo        | 12'49"71    | Mohammed Mourhit Belgio  | 25 agosto 2000 Bruxelles, Belgio         |                         |
| Record dei campionati | 13'10"15    | Jack Buckner Regno Unito | 31 agosto 1986 Stoccarda, Germania Ovest | Campionati europei 1986 |

## Programma
| Data           | Ora   | Turno    |
| -------------- | ----- | -------- |
| 29 luglio 2010 | 18:45 | 1º turno |
| 31 luglio 2010 | 21:20 | Finale   |

## Risultati

### 1º turno
Passano il turno i primi 5 di ogni batteria più i migliori 5 tempi.

#### Batteria 1
| Pos. | Corsia | Nome              | Paese       | Tempo    | Note |
| ---- | ------ | ----------------- | ----------- | -------- | ---- |
| 1    | 2      | Hayle İbrahimov   | Azerbaigian | 13'32"98 | Q,   |
| 2    | 15     | Alemayehu Bezabeh | Spagna      | 13'34"44 | Q    |
| 3    | 12     | Daniele Meucci    | Italia      | 13'35"02 | Q,   |
| 4    | 13     | Chris Thompson    | Regno Unito | 13'35"58 | Q    |
| 5    | 4      | Mert Girmalegese  | Turchia     | 13'36"32 | Q    |
| 6    | 11     | Alistair Cragg    | Irlanda     | 13'37"66 | q    |
| 7    | 8      | Arne Gabius       | Germania    | 13'39"78 | q    |
| 8    | 9      | Aleksandr Orlov   | Russia      | 13'41"44 | q    |
| 9    | 3      | Tiidrek Nurme     | Estonia     | 13'49"19 |      |
| 10   | 7      | Eduard Mbengani   | Portogallo  | 13'50"22 |      |
| 11   | 1      | Gezachw Yossef    | Israele     | 13'55"97 |      |
| 12   | 5      | Philipp Bandi     | Svizzera    | 13'58"11 |      |
| 13   | 10     | Matti Räsänen     | Finlandia   | 14'01"35 |      |
| 14   | 6      | Sindre Buraas     | Norvegia    | 14'03"93 |      |
| -    | 14     | Oskar Käck        | Svezia      |          | NF   |

#### Batteria 2
| Rank | Lane | Name                 | Nationality | Time     | Notes |
| ---- | ---- | -------------------- | ----------- | -------- | ----- |
| 1    | 2    | Mo Farah             | Regno Unito | 13'38"26 | Q     |
| 2    | 5    | Jesús España         | Spagna      | 13'38"47 | Q     |
| 3    | 10   | Sergio Sánchez       | Spagna      | 13'38"48 | Q     |
| 4    | 12   | Noureddine Smaïl     | Francia     | 13'38"49 | Q     |
| 5    | 1    | Serhiy Lebid         | Ucraina     | 13'38"51 | Q     |
| 6    | 13   | Stefano La Rosa      | Italia      | 13'38"71 | q     |
| 7    | 11   | Kemal Koyuncu        | Turchia     | 13'47"41 | q     |
| 8    | 4    | Yevgeniy Rybakov     | Russia      | 13'52"58 |       |
| 9    | 9    | Sondre Nordstad Moen | Norvegia    | 13'53"69 |       |
| 10   | 14   | Halil Akkaş          | Turchia     | 14'07"42 |       |
| 11   | 6    | Mark Christie        | Irlanda     | 14'12"68 |       |
| 12   | 3    | Jussi Utriainen      | Finlandia   | 14'17"07 |       |
| 13   | 8    | Johan Wallerstein    | Svezia      | 14'43"34 |       |
| -    | 7    | Youssef El Kalay     | Portogallo  | -        | NP    |

#### Sommario
| Pos. | Batteria | Corsia | Nome                 | Paese       | Tempo    | Note |
| ---- | -------- | ------ | -------------------- | ----------- | -------- | ---- |
| 1    | 1        | 2      | Hayle İbrahimov      | Azerbaigian | 13'32"98 | Q,   |
| 2    | 1        | 15     | Alemayehu Bezabeh    | Spagna      | 13'34"44 | Q    |
| 3    | 1        | 12     | Daniele Meucci       | Italia      | 13'35"02 | Q,   |
| 4    | 1        | 13     | Chris Thompson       | Regno Unito | 13'35"58 | Q    |
| 5    | 1        | 4      | Mert Girmalegese     | Turchia     | 13'36"32 | Q    |
| 6    | 1        | 11     | Alistair Cragg       | Irlanda     | 13'37"66 | q    |
| 7    | 2        | 2      | Mo Farah             | Regno Unito | 13'38"26 | Q    |
| 8    | 2        | 5      | Jesús España         | Spagna      | 13'38"47 | Q    |
| 9    | 2        | 10     | Sergio Sánchez       | Spagna      | 13'38"48 | Q    |
| 10   | 2        | 12     | Noureddine Smaïl     | Francia     | 13'38"49 | Q    |
| 11   | 2        | 1      | Serhiy Lebid         | Ucraina     | 13'38"51 | Q    |
| 12   | 2        | 13     | Stefano La Rosa      | Italia      | 13'38"71 | q    |
| 13   | 1        | 8      | Arne Gabius          | Germania    | 13'39"78 | q    |
| 14   | 1        | 9      | Aleksandr Orlov      | Russia      | 13'41"44 | q    |
| 15   | 2        | 11     | Kemal Koyuncu        | Turchia     | 13'47"41 | q    |
| 16   | 1        | 3      | Tiidrek Nurme        | Estonia     | 13'49"19 |      |
| 17   | 1        | 7      | Eduard Mbengani      | Portogallo  | 13'50"22 |      |
| 18   | 2        | 4      | Yevgeniy Rybakov     | Russia      | 13'52"58 |      |
| 19   | 2        | 9      | Sondre Nordstad Moen | Norvegia    | 13'53"69 |      |
| 20   | 1        | 1      | Gezachw Yossef       | Israele     | 13'55"97 |      |
| 21   | 1        | 5      | Philipp Bandi        | Svizzera    | 13'58"11 |      |
| 22   | 1        | 10     | Matti Räsänen        | Finlandia   | 14'01"35 |      |
| 23   | 1        | 6      | Sindre Buraas        | Norvegia    | 14'03"93 |      |
| 24   | 2        | 14     | Halil Akkaş          | Turchia     | 14'07"42 |      |
| 25   | 2        | 6      | Mark Christie        | Irlanda     | 14'12"68 |      |
| 26   | 2        | 3      | Jussi Utriainen      | Finlandia   | 14'17"07 |      |
| 27   | 2        | 8      | Johan Wallerstein    | Svezia      | 14'43"34 |      |
| -    | 1        | 14     | Oskar Käck           | Svezia      | NF       |      |
| -    | 2        | 7      | Youssef El Kalay     | Portogallo  | NP       |      |

### Finale
| Posizione | Corsia | Nome              | Nazionalità | Tempo    | Note |
| --------- | ------ | ----------------- | ----------- | -------- | ---- |
| Oro       | 4      | Mo Farah          | Regno Unito | 13'31"18 |      |
| Argento   | 12     | Jesús España      | Spagna      | 13'33"12 |      |
| Bronzo    | 10     | Hayle İbrahimov   | Azerbaigian | 13'34"15 |      |
| 4         | 2      | Serhiy Lebid      | Ucraina     | 13'38"69 |      |
| 5         | 9      | Noureddine Smaïl  | Francia     | 13'38"70 |      |
| 6         | 11     | Daniele Meucci    | Italia      | 13'40"17 |      |
| 7         | 1      | Alemayehu Bezabeh | Spagna      | 13'43"23 |      |
| 8         | 15     | Chris Thompson    | Regno Unito | 13'44"42 |      |
| 9         | 13     | Mert Girmalegese  | Turchia     | 13'45"25 |      |
| 10        | 7      | Stefano La Rosa   | Italia      | 13'46"58 |      |
| 11        | 14     | Aleksandr Orlov   | Russia      | 13'58"11 |      |
| 12        | 5      | Arne Gabius       | Germania    | 13'59"11 |      |
| 13        | 6      | Kemal Koyuncu     | Turchia     | 14'17"32 |      |
| -         | 3      | Alistair Cragg    | Irlanda     | NF       |      |
| -         | 8      | Sergio Sánchez    | Spagna      | NF       |      |